# Пюйо, Констан
Констан Пюйо (фр. Charles Émile Joachim Constant Puyo, 1857, Морле, Финистер — 1933, Париж) — французский фотограф-пикториалист.

## Биография
Сын художника и археолога-любителя, племянник художника и писателя, двоюродный брат Тристана Корбьера. Выпускник парижской Политехнической школы. Затем поступил в Школу артиллерийских офицеров. Воевал в Алжире, в 1902 году вышел в отставку.

## Занятия фотографией
В 1880-е годы увлекся фотографией и вместе с Робером Демаши стал одним из лидеров пикториализма во Франции. В 1894 году вступил в Парижский фотоклуб, в 1921 году стал его президентом.
Член Британской фотографической ассоциации Linked Ring, Французского фотографического общества.

## Творчество
Работал над усовершенствованием технологии фотосъёмки. Один из признанных виртуозов владения гумми-бихроматным процессом.